# Göteborgs-Tidningen

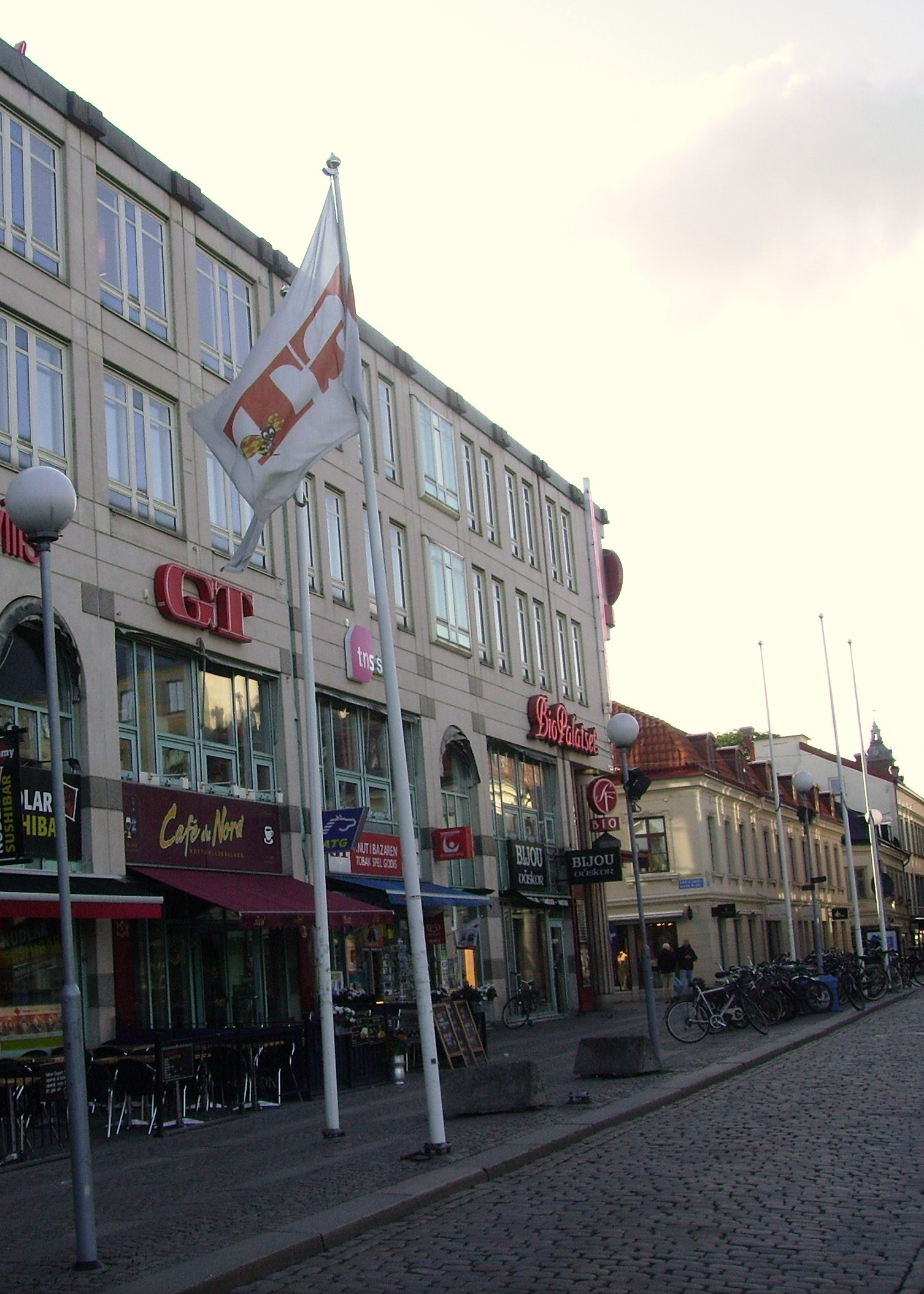

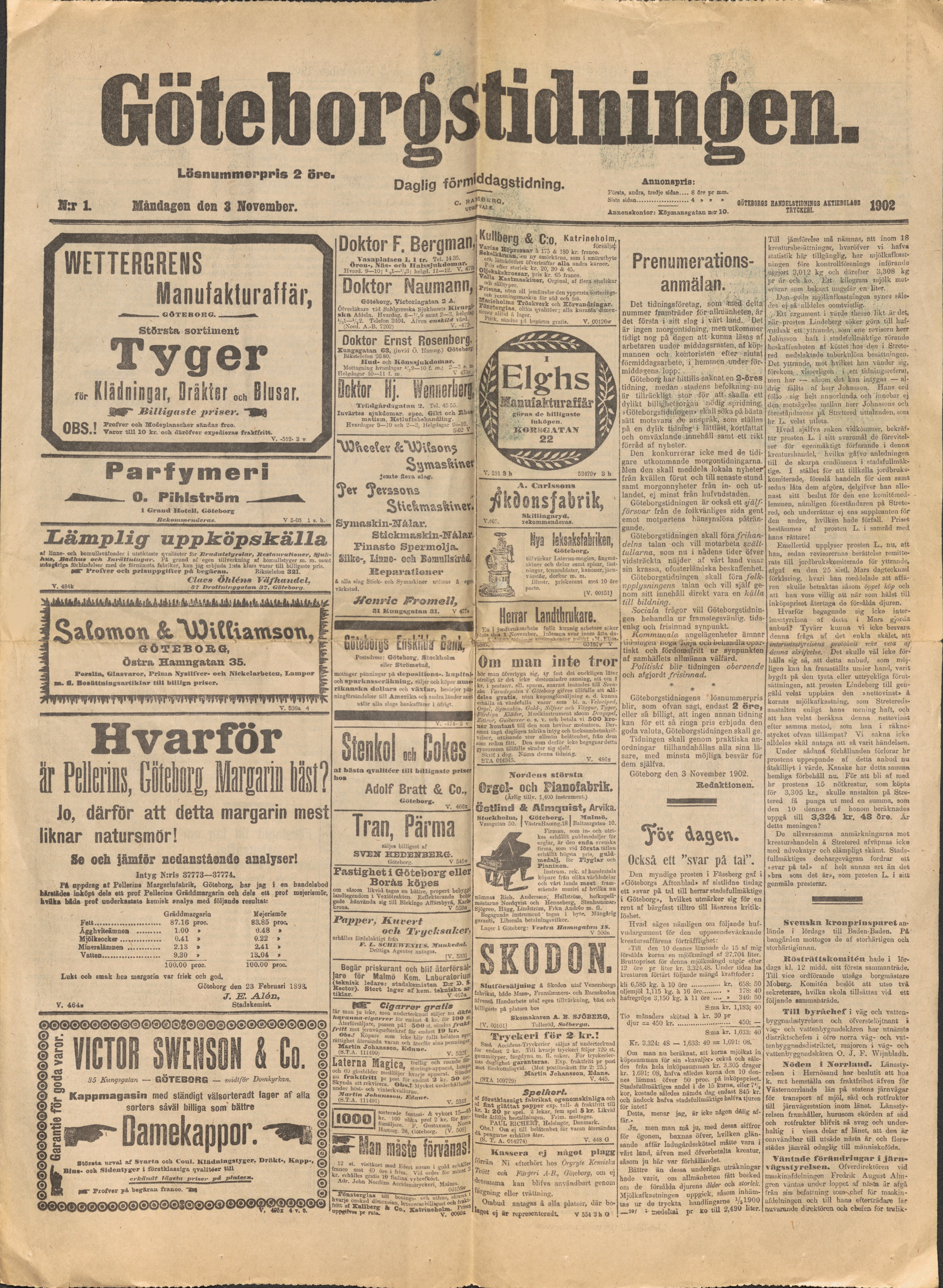
Framsidan av det allra första numret av Göteborgstidningen (3 november 1902)

Göteborgs-Tidningen, GT, är en västsvensk kvällstidning med utgångspunkt från Göteborg, vilken sedan 1998 är en edition av Expressen. Tidningen bär även smeknamnet Den lilla röa.

## Historia

### Bakgrund
Göteborgs-Tidningen kom till som svar på hotet från den planerade tidningen Middags-Posten, som påsfabrikören C J Johanson på Stampen fått utgivningsbevis för. Göteborgs Handels- och Sjöfartstidning bestämde sig då omgående för att ge ut en så kallad "billighetstidning", med extraknäckande journalister från GHT som de första skribenterna. Strategin lyckades och Middags-Posten försvann redan efter ett par månader.
Tidningen kom ut första gången klockan 12 den 3 november 1902 och trycktes på rosa papper fram till den 16 maj 1951, då pappersbruken upphörde med tillverkningen av färgat tidningspapper. GT kallades därför under många år för "den lella röa" eller bara "den röe". Tidningen profilerades initialt som en "daglig förmiddagstidning", men omprofilerades kring 1948 då Göteborgs Handels- och Sjöfartstidning (GHT) övergick till att bli morgontidning. När GT startade kostade ett lösnummer två öre, vilket höjdes till tre öre den 1 april 1909. Den 29 augusti 1915 kom det första söndagsnumret ut, och i maj 1928 utökades redaktionen till totalt sex personer. Tabloidformat infördes 1942.

### GT, Idag, GT
Göteborgs-Tidningen bytte namn till GT den 14 januari 1967, och under några år under 1990-talet hette tidningen iDAG och var en sammanslagning med skånska Kvällsposten. Ursprungligen ägdes tidningen av Göteborgs Handels- och Sjöfartstidning, men togs över av Göteborgs-Posten 1973.  År 1995 återuppstod GT och Kvällsposten som separata tidningar.

### Senare år
1997 sålde Tidningsaktiebolaget Stampen Göteborgs-Tidningen till Expressen för 100 000 000 kronor.
Sedan 1998 är GT en del av Bonnier-ägda Expressen och fungerar i praktiken som denna tidnings lokalupplaga.
Mellan 2006 och 2007 samarbetade man med gratistidningen City Göteborg, med bland annat gemensam webbtidning. City Göteborg lades ned i december 2007.
Under 2012–2013 engagerade sig Göteborgs-Tidningen i frågan om en folkomröstning om trängselskatt i Göteborg, när tidningen genom en kampanj samlade ihop över 90 000 namnunderskrifter i det största folkinitiativet hittills i Sverige, för att göteborgarna skulle få folkomrösta om trängselskatten. Kampanjen blev framgångsrik i så måtto att en folkomröstning skedde i samband med de allmänna valen 2014.

## Chefredaktörer
Under åren 1986–1989 hade GT två chefredaktörer med olika ansvarsområden.

- 1902–1904 Carl Ramberg
- 1904–1906 Torsten Hedlund
- 1906–1908 Ragnar Fehr
- 1908–1910 Torsten Karling
- 1911–1920 Albert Holmkvist
- 1920–1932 Sten Sjögren
- 1932–1945 Björn Malmström
- 1946–1948 Gunnar Fagrell
- 1948–1955 Jerker Thorén
- 1955–1965 Ferdinand Lärn
- 1965–1969 Åke Djurberg
- 1969–1972 Tore Winqvist
- 1972–1989 Pär-Arne Jigenius
- 1986–1995 Bengt Hansson (journalist)
- 1995–1996 Jahn G. Forsberg
- 1996–1997 Anders Westgårdh
- 1998–1999 Stig Hoffman
- 1999 Edgar Antonsson
- 1999[8]–2001 Susanne Hobohm
- 2001[9]–2002 Elisabet Bäck
- 2002–2012 Lars Näslund
- 2012–2015 Frida Boisen
- 2015–2019 Sofia Dahlström
- 2019–2022[10] Christer El-Mochantaf

## Produktion

### Lokaler
GT hade sina första lokaler i GHT:s hus på Köpmansgatan i Västra Nordstan.  År 1981 lämnade GT Köpmansgatan och flyttade till nyuppförda lokaler i Hisings Backa. GT återvände till stadens centralare delar i november 1998, då man flyttade in i nya samt ombyggda lokaler vid Järntorget. Numera finns redaktionen på Kungstorget, granne med TV4 Göteborg.

### Upplaga
Enligt tidningens webbplats ligger den sålda upplagan på ungefär 63 000 exemplar varje dag, mot 10 000 för hela det första året. Under 1930-talet nådde GT över 100 000 exemplar. När lokalkonkurrenten Aftonposten lades ner 1956 ökade GT:s upplaga stort. Tidningens första chefredaktör hette Carl Ramberg och den nuvarande, 24:e i ordningen (2019), är Christer El-Mochantaf.

### Kristallkulan
GT delar årligen ut ett pris (Kristallkulan) till årets bästa västsvenska idrottsperson, ett pris till den bästa kvinnlig och ett till den bästa manliga. Vinnarna utses av Kristallkulejuryn.

## GT i litteraturen
Tidningen skildras i satirform i Anderz Harnings roman Tidningslorden, utgiven år 1977.